# 농어촌문화미래연구소
농어촌문화미래연구소는 농어업에 문화를 접목한 창조적인 농어촌문화 전파 및 농어촌 생활환경개선을 통해 귀농을 촉구하는 어메니티 운동 전개 등 다양한 문화예술 활동을 통한 농어업인의 삶의 질 향상을 목적으로 2008년 6월 2일 설립된 대한민국 농림축산식품부 소관의 사단법인이다. 사무실은 서울특별시 종로구 운니동 65-1, 오피스텔월드 1005호에 있다.

## 주요 사업
- 극장을 떠나 농어업민의 현장 속으로 볼거리ㆍ화합ㆍ희망을 주는 어메니티 음악회
- 순수 전통문화 클래식 지원센터를 설립하여 교육 참여와 문화 예술교육을 통한 인재 양성
- 장애우, 노인, 다문화 가정을 위한 음악예술 교육과 음악회 추진
- 오페라단, 뮤지컬을 통해 농어촌의 클래식 문화 정착과 어메니티 운동
- 농어촌 지역 특성화 사업으로 국제 페스티벌 추진
- 문화예술교육 관련 홍보ㆍ출판사업
- 문화예술교육 자료의 개발과 창조적 실용주의 문화의식 고양 사업
- 관련 단체 및 국내외 단체들과의 연대활동
- 기타 본 법인의 목적을 달성하는데 필요한 사업